# Arnaud Courteille
Arnaud Courteille (Saint-Hilaire-du-Harcouët, Mancha, 13 de marzo de 1989) es un ciclista francés que fue profesional entre 2011 y 2020.

## Trayectoria
En 2008 se proclamó campeón de Francia sub-23. Debutó como profesional en 2011 en el equipo FDJ, aunque durante 2009 ya vistió el maillot de FDJ en algunas carreras.
El 7 de julio de 2020 anunció su retirada al término de la temporada.

## Palmarés
2010 (como amateur)
- 1 etapa del Gran Premio de Portugal

## Resultados en Grandes Vueltas
| Carrera | Carrera         | 2011 | 2012  | 2013  | 2014 | 2015  | 2016  | 2017  | 2018 | 2019 | 2020 |
| ------- | --------------- | ---- | ----- | ----- | ---- | ----- | ----- | ----- | ---- | ---- | ---- |
|         | Giro de Italia  | —    | —     | —     | Ab.  | 124.º | 136.º | —     | —    | —    | —    |
|         | Tour de Francia | —    | —     | —     | —    | —     | —     | —     | —    | —    | —    |
|         | Vuelta a España | —    | 154.º | 132.º | —    | Ab.   | —     | 103.º | —    | —    | —    |

—: no participa

Ab.: abandono

## Equipos
- FDJ (2011-2017)
  - FDJ (2011)
  - FDJ-Big Mat (2012)
  - FDJ (2013)
  - FDJ.fr (2014)
  - FDJ (2015-2017)
- Vital Concept (2018-2020)
  - Vital Concept Cycling Club (2018)
  - Vital Concept-B&B Hotels (2019)
  - B&B Hotels-Vital Concept p/b KTM (2020)